# ルミノコッカス科
ルミノコッカス科（Ruminococcaceae）は、 クロストリジウム綱ユーバクテリウム目に属する細菌の科である。すべてのルミノコッカス科の細菌は偏性嫌気性である。しかし、科に属する属は様々な形をしており、桿菌のものと球菌のものがある。
この科に属するものでは、Faecalibacterium prausnitziiは、ヒトの腸内細菌叢の豊富な共生細菌として注目に値する。さらに、ルミノコッカス科のいくつかの属がヒトの腸で発見されている。
なお、かつてのルミノコッカス科は、オシロスピラ科と呼ばれている。